# 내서초등학교 (경북)
내서초등학교는 대한민국 경상북도 상주시 내서면 신촌리에 있었던 공립 초등학교이다.

## 학교 연혁
- 1935년 6월 10일 내서공립보통학교(4년제) 개교설립인가 5월 1일
- 1938년 4월 1일 내서공립심상소학교로 개편
- 1939년 3월 31일 6년제 승격
- 1941년 4월 1일 내서공립국민학교로 개편
- 1945년 9월 5일 내서국민학교로 개칭
- 1973년 9월 15일 남장분교장 개교
- 1986년 1월 1일 남장분교장 상주초등학교로 편입
- 1987년 3월 2일 병설유치원 개원(설립인가 2월 17일)
- 1996년 2월 16일 제58회 졸업식(13명)
- 1996년 3월 1일 내서초등학교로 개칭
- 1997년 2월 18일 제59회 졸업식(10명)
- 1998년 2월 18일 제60회 졸업식(9명)
- 1999년 2월 19일 제61회 졸업식(5명)
- 1999년 9월 1일 상주초등학교로 통합